# Chrzanowice (Sieradz)
Pour les articles homonymes, voir Chrzanowice.
Chrzanowice est une localité polonaise de la gmina de Błaszki, située dans le powiat de Sieradz en voïvodie de Łódź.